# Tribù Houthi
La tribù Houthi è una tribù araba di Hamdanid che vive nel nord dello Yemen. La tribù è un ramo della tribù di Banū Hamdān. Si trova ad 'Amran e Sa'da.